# Robert Alcalá
Robert José Alcalá Arellán (Carúpano, Sucre, Venezuela, 25 de febrero de 1976) es un abogado y político venezolano. Fue diputado a la Asamblea Nacional de Venezuela por el estado Sucre.

## Biografía

### Estudios
Es abogado de profesión, egresado de la Universidad Gran Mariscal de Ayacucho, y licenciado en Administración Comercial, con varios diplomados en Derecho, Administración y Políticas Públicas.  

## Carrera política

### Candidato a la Alcaldía del Municipio Sucre (2013)
Se convirtió en secretario general del partido socialdemócrata Acción Democrática (AD) en el estado Sucre. Fue candidato para la alcaldía de Cumaná, en las elecciones municipales de 2013, por la Mesa de la Unidad Democrática (MUD), sin embargo, no resultó electo y fue derrotado por David Velásquez, del Partido Socialista Unido de Venezuela (PSUV), con el 54,71% de los votos. 
|  | 54,71 % |

|  | 42,35 % |

|  | 0,66 % |

### Diputado a la Asamblea Nacional (2016 - 2021)
En las elecciones parlamentarias de 2015, seria electo como diputado a la Asamblea Nacional (AN) en representación del estado Sucre, para el periodo 2016-2021, encabezando la lista de la Mesa de la Unidad Democrática (MUD) al obtener 201.753 votos (49,04%), frente a la lista del Gran Polo Patriótico Simón Bolívar (GPPSB), la cual alcanzó 196.080 votos (47,66%).
|  | 49,04 % |

|  | 47,66 % |

|  | 03,24 % |

### Candidato a la Gobernación del Estado Sucre
En las elecciones regionales de 2017, fue candidato a la gobernación del estado Sucre por el partido Acción Democrática (AD), pero perdería la elección con 153.823 votos (38,86%), frente al candidato del Partido Socialista Unido de Venezuela (PSUV), Edwin Rojas, quien obtuvo 236.669 votos, equivalentes al 59,79% del total registrado en la entidad.
|  | 59,79 % |

|  | 38,86 % |

|  | 01,20 % |

En las elecciones regionales de 2021, y por segunda ocasión, volvería a ser candidato a la gobernación del estado Sucre, pero esta vez por la Mesa de la Unidad Democrática (MUD), siendo derrotado nuevamente y quedando en tercer lugar con 29.129 votos (8,68%), frente a Gilberto Pinto, candidato del PSUV (GPP), el cual obtuvo 158.124 votos (47,13%); así como a Ramón Martínez, del partido MAS, con 104.241 votos (31,07%).
|  | 47,13 % |

|  | 31,07 % |

|  | 08,68 % |

|  | 13,12 % |